# オリンピック関連年表
オリンピック関連年表（オリンピックかんれんねんぴょう）とは、オリンピックに関連する事項を年代順に並べたものである。

## 紀元前2千年紀以前
- 紀元前3000年ごろ - エーゲ文明が興る。
- 紀元前13世紀ごろ - 都市国家アテナイ創建。
- 紀元前12世紀ごろ - 英雄や偉人を慕う葬礼の儀式としての競技が行われる。

## 紀元前1千年紀前半
- 紀元前776年 - 記録に残る最古のオリンピア祭典競技（第1回古代オリンピック）。当初競技はスタディオン走と呼ばれる短距離走1種目だけが実施され、地元・エリスのコロイボスが優勝した。
- 紀元前752年 - 初めて優勝者にオリーブの枝が与えられる。
- 紀元前720年 - 競技が裸体で行われるようになる。
- 紀元前582年 - イストミア祭典競技始まる（2年に1度）。ピュティア祭典競技始まる（4年に1度）。
- 紀元前573年 - ネメア祭典競技始まる（2年に1度）。

## 紀元前1千年紀後半
- 紀元前490年 - マラトンの戦い
- 紀元前431年 - ペロポネソス戦争始まる（～紀元前404年）。この間もオリンピア祭典競技は続けられた。
- 紀元前396年 - スパルタ王の娘、キュニスカが戦車競走において、女性として初めてオリンピック優勝者となった。キュニスカは、紀元前392年の大会においても戦車競走で優勝している。
- 紀元前388年 - ボクシングに出場したエウポロスは、対戦相手に賄賂を贈ったため、罰金を科せられ、その罰金でゼウスの像（ザーネス）が建てられた。
- 紀元前146年 - ローマがギリシャを属州にする。
- 紀元前080年 - ローマのスッラ、オリンピア祭典競技をローマで開催する。

## 紀元後1千年紀
- 067年 - ローマ皇帝・ネロの都合により65年の大祭を2年延期。
- 174年 - パウサニアス、オリンピアに来訪、後に『ギリシャ案内記』を著す。
- 313年 - ローマ帝国のコンスタンティヌス1世がキリスト教を公認。
- 392年 - テオドシウス1世、キリスト教を国教化し、異教の祭祀を禁止する。
- 393年 - 記録に残る最後のオリンピア祭典競技（第293回）。
- 395年 - 西ゴート族のアラリック1世の攻撃によりオリンピアを含めたペロポネソス半島全体が荒廃する。
- 426年 - テオドシウス2世、異教神殿破壊令を発し、オリンピア祭典競技施設を破壊する。この際、オリンピアのゼウス像はコンスタンティノープルに持ち去られた。
- 476年 - コンスタンティノープル大火により、オリンピアのゼウス像焼失。

## 11世紀 - 18世紀
- 14世紀ごろ - イタリアでルネサンスが始まり、古代ギリシャ・ローマ文化が見直された。
- 1612年 - コッツウォルドオリンピック始まる（～1852年）。
- 1642年 - イングランド清教徒革命。翌年からコッツウォルドオリンピック中断。
- 1660年 - イングランド王政復古。コッツウォルドオリンピック復活。
- 1776年 - イギリスのリチャード・チャンドラー、オリンピア遺跡でゼウス神殿を発見。

## 19世紀前半
- 1829年 - ギリシャ独立。
- 1834年 - 第1回スカンジナビアオリンピック。
- 1836年 - 第2回スカンジナビアオリンピック。
- 1850年 - マッチウェンロックオリンピック始まる。

## 19世紀後半
- 1859年 - 第1回ザッパスオリンピック。
- 1870年 - 第2回ザッパスオリンピック
- 1875年 - 第3回ザッパスオリンピック。エルンスト・クルチウスがオリンピア遺跡の発掘を開始する。
- 1881年 - 国際体操連盟設立。
- 1889年 - 第4回ザッパスオリンピック。
- 1894年 - 国際オリンピック委員会創立。
- 1896年 - 第1回オリンピアード競技大会（アテネ）。
- 1898年 - アテネ中間オリンピック。

## 1900年代
- 1900年 - パリオリンピック。
- 1904年 - セントルイスオリンピック。
- 1906年 - アテネ中間オリンピック。
- 1908年 - ロンドンオリンピック。

## 1910年代
- 1912年 - ストックホルムオリンピック。
- 1913年 - 第1回東洋オリンピック。
- 1914年 - 第一次世界大戦勃発。
- 1916年 - ベルリン大会中止。
- 1918年 - 第一次世界大戦終戦。
- 1919年 - 軍人オリンピアード。

## 1920年代
- 1920年 - アントワープオリンピック。
- 1922年 - 第1回国際女子オリンピック。
- 1924年 - シャモニーオリンピック、パリオリンピック。
- 1928年 - サンモリッツオリンピック、アムステルダムオリンピック。

## 1930年代
- 1932年 - レークプラシッドオリンピック、ロサンゼルスオリンピック。
- 1934年 - 西アジア競技大会。
- 1936年 - ガルミッシュパルテンキルヒェンオリンピック、ベルリンオリンピックで聖火ランナーが初めて登場。人民オリンピアード、開会宣言のみで中止。
- 1939年 - 第二次世界大戦勃発。

## 1940年代
- 1940年 - 冬季オリンピック（札幌）、夏季オリンピック（東京返上後ヘルシンキ）中止。
- 1944年 - 冬季オリンピック（コルティナダンペッツォ）、夏季オリンピック（ロンドン）中止。
- 1945年 - 第二次世界大戦終戦。
- 1948年 - サンモリッツオリンピック、ロンドンオリンピック。
- 1949年 - 第1回国際学生スポーツ週間。

## 1950年代
- 1951年 - 第1回アジア競技大会・第1回パンアメリカン競技大会。
- 1952年 - オスロオリンピック、ヘルシンキオリンピック。
- 1956年 - コルティナダンペッツォオリンピック、メルボルンオリンピック。
- 1957年 - ジュネーブ会議、第5回国際学生スポーツ週間パリ大会。
- 1959年 - 第1回ユニバーシアード・トリノ大会、第1回東南アジア競技大会。

## 1960年代
- 1960年 - スコーバレーオリンピック、ローマオリンピック、第1回パラリンピック。
- 1964年 - インスブルックオリンピック、東京オリンピック。
- 1967年 - GAISF発足。
- 1968年 - グルノーブルオリンピック、メキシコシティーオリンピック。

## 1970年代
- 1972年 - 札幌オリンピック、ミュンヘンオリンピックでテロ事件発生。
- 1976年 - インスブルックオリンピック、モントリオールオリンピック。
- 1979年 - ソビエト連邦のアフガニスタン侵攻。

## 1980年代
- 1980年 - レークプラシッドオリンピック。アメリカ、日本を始めとする西側諸国がモスクワオリンピックをボイコット。
- 1981年 - 第1回ワールドゲームズ（サンタクララ）。
- 1984年 - サラエボオリンピック、ロサンゼルスオリンピック、第1回南アジア競技大会。
- 1988年 - カルガリーオリンピック、ソウルオリンピック。

## 1990年代
- 1991年 - ソビエト連邦崩壊。
- 1992年 - アルベールビルオリンピック、バルセロナオリンピック。南アフリカが大会に復帰。
- 1993年 - 第1回東アジア競技大会。
- 1994年 - リレハンメルオリンピック。
- 1995年 - 第1回中央アジア競技大会。
- 1996年 - アトランタオリンピック。
- 1998年 - 長野オリンピック。

## 2000年代
- 2000年 - シドニーオリンピック。
- 2002年 - ソルトレークシティオリンピック。
- 2004年 - アテネオリンピック。
- 2006年 - トリノオリンピック。
- 2008年 - 北京オリンピック。

## 2010年代
- 2010年 - バンクーバーオリンピック。
- 2012年 - ロンドンオリンピック。
- 2014年 - ソチオリンピック。
- 2016年 - リオデジャネイロオリンピック。
- 2018年 - 平昌オリンピック。

## 2020年代以降
- 2020年 - 新型コロナウイルス感染症（COVID-19）により東京オリンピック延期。
- 2021年 - 東京オリンピック。
- 2022年 - 北京オリンピック。
- 2024年 - パリオリンピック。
- 2026年 - ミラノ／コルティナ・ダンペッツォオリンピック。
- 2028年 - ロサンゼルスオリンピック。
- 2032年 - ブリスベンオリンピック。